# Felix Hartlaub
Felix Hartlaub (né le 17 juin 1913 à Brême, disparu début mai 1945 à Berlin) est un écrivain allemand.

## Biographie
Hartlaub est le fils de l'historien d'art et directeur de musée Gustav Friedrich Hartlaub (qui sera frappé d'interdiction professionnelle en 1933 pour « bolchevisme culturel »). En 1914, la famille s'installe à Mannheim. De 1919 à 1921, Hartlaub fréquente une école privée, puis une Volksschule à Mannheim. À partir de 1928, il fréquente l'Odenwaldschule à Heppenheim, où il obtient son baccalauréat.
Il fréquente une école de commerce à Mannheim, puis à partir de 1932 étudie la romanistique et l'histoire de l'art à l'Université de Heidelberg. Ayant effectué son Reichsarbeitsdienst, il s'installe à Berlin, où il étudie l'histoire contemporaine, outre la romanistique et l'histoire de l'art. Il obtient son doctorat en 1939, avec une thèse consacrée à Don Juan d'Autriche et la bataille de Lépante.
Au début de la Seconde Guerre mondiale, Hartlaub est incorporé dans la Wehrmacht. De septembre 1939 à novembre 1940, il appartient à une unité de ballons de barrage. Ses bonnes relations avec des collègues historiens lui permettent de se faire muter en décembre 1940 à la commission des archives historiques à Paris, qui examinait les archives françaises saisies. Il y rédige des notes ou transparaît sa sympathie pour la France et les Français. De septembre à novembre 1941 il sert à nouveau en tant que soldat, cette fois en Roumanie. Finalement, il est affecté comme historien à l'Oberkommando de la Wehrmacht à Berlin. De mai 1942 à mars 1945, il fait partie de l'équipe du Journal de Guerre (Kriegstagebuch). Au cours de cette période, il a accès au cercle fermé du Quartier général du Führer à Vinnytsia, Rastenburg et Berchtesgaden, et a connaissance d'informations internes sur la conduite de la guerre.
En avril 1945, il est à nouveau muté à Berlin, au grade de caporal-chef, dans une unité d'infanterie de combat. Début mai 1945, il est porté disparu alors qu'il se rendait à Berlin-Spandau. La déclaration officielle de son décès, publiée en 1955, indique comme date de décès le 31 décembre 1945.
Hartlaub, qui n'a publié de son vivant que très peu d'œuvres littéraires, sera reconnu après la guerre par ses notes de guerre (dispersées sur des cahiers et feuilles volantes). Il se fera un nom posthume surtout à travers ses descriptions pleines de relief et d'intensité, vues comme observateur distancié du quotidien dans le Quartier général du Führer, lesquelles par leur style concis annoncent la Kahlschlagliteratur de l'après-guerre. Ses notes, qu'il considérait vraisemblablement comme des esquisses de récits ultérieurs plus élaborés, sont publiées en 1950 par sa sœur, Geno Hartlaub, sous une forme fragmentaire ; en 1955, l'intégralité de son Journal paraît dans la collection de poche de l'éditeur Rowohlt, sous le titre Dans la zone interdite. Impressions de la Seconde Guerre mondiale. Ce n'est qu'en 2002 que sera publiée une édition complète de ses notes. Il a laissé aussi le début d'un essai sur le destin politique des écrivains français aux environs de 1830.

## Œuvres en allemand
- Don Juan d’Austria und die Schlacht bei Lepanto, Berlin: Junker & Dünnhaupt 1940
- Von unten gesehen, édité par Geno Hartlaub, Stuttgart: Koehler 1950
- Parthenope oder Das Abenteuer in Neapel, Stuttgart: Deutsche Verlagsanstalt 1951
- Das Gesamtwerk, édité par Geno Hartlaub, Frankfurt/Main: S. Fischer 1955
- Felix Hartlaub in seinen Briefen, édité par Erna Krauss et Gustav Hartlaub, Tübingen: Wunderlich 1958
- In den eigenen Umriss gebannt, édité par Lieselotte Ewenz, Frankfurt/M.: Suhrkamp 2002  (ISBN 3-518-41332-5) (Vol. 1: Texte; Vol. 2: Kommentar); 3., éd. révisée en 2007  (ISBN 978-3-518-41838-3)
- Kriegsaufzeichnungen aus Paris, avec dessins de l'auteur, postface de Durs Grünbein, Berlin: Suhrkamp 2011  (ISBN 978-3-518-22462-5)
- Italienische Reise, avec dessins de l'auteur, édité et avec une postface de Nikola Herweg et Harald Tausch, Berlin: Suhrkamp 2013  (ISBN 978-3-518-22473-1)
- Aus Hitlers Berlin – 1934 bis 1938, avec dessins de l'auteur, édité et avec une postface de Nikola Herweg et Harald Tausch, Berlin: Suhrkamp 2014  (ISBN 978-3-518-22489-2)

## Traductions françaises
- Felix Hartlaub, Paris 1941, trad. Jean-Claude Rambach, préface de Paul Nizon, Solin Actes Sud, 1999  (ISBN 2-7427-2143-6)